# Empis eudamides
Empis eudamides är en tvåvingeart som beskrevs av Walker 1849. Empis eudamides ingår i släktet Empis och familjen dansflugor. Inga underarter finns listade i Catalogue of Life.